# Ermita del Coll de l'Alba
L'ermita de Coll de l'Alba és una església de Tortosa (Baix Ebre) protegida com a bé cultural d'interès local.

## Descripció
L'ermita pren el nom del coll on es troba, a uns 10 km de Tortosa per l'antic camí des d'aquesta ciutat a Tarragona. El tram immediat a Tortosa és conegut com a carretera Simpàtica.
Consta d'església i hostatgeria, encara que actualment no hi viuen ermitans. En tots els sectors l'estructura de l'edifici és medieval, amb nombroses modificacions posteriors. Es troben adossades i conformen un perímetre, en principi tendent al quadrat, però posteriorment alterat per haver adossat un porxo a la façana de l'església. L'exterior medieval té encara caràcter de fortificació, amb murs gruixuts d'escasses obertures, en forma d'espitllera, especialment en el sector del presbiteri i contigu a l'hostatgeria.
L'església és de planta rectangular, amb una nau de volta de mig punt i absis també quadrat amb volta gallonada sobre trompes. Les mènsules que sostenen els arcs segueixen model gòtic. En el sector contigu al presbiteri s'obren dues capelles a la nau, determinades per un arc de triomf de tipus barroc. Al tram dels peus hi havia un cor, ara tombat per refer-lo. A l'exterior, l'església s'obre mitjançant un porxo gòtic de cinc arcs apuntats sobre esveltes columnes de capitell prismàtic. Posteriorment s'hi va afegir un altre porxo al davant, determinat per un gran arc escarser. La sagristia es veu refeta d'època barroca; resta força malmesa la fornícula amb emmarcament decoratiu de guixeria.
L'hostatgeria, a la banda nord, manté a l'exterior l'aparença de fortificació en l'extrem posterior: sembla la base d'una torre, ara escapçada. La banda davantera i l'interior han estat força alterats modernament.
Són interessants les decoracions dels permòdols del porxo, realitzades amb pintura, bastant esborrades.

## Història
El lloc era conegut a l'Edat Mitjana com Coll de l'Alma. Segons la historiografia del final del segle xix i l'inici del XX hi va haver una torre de vigilància i defensa abans que es construís l'església; tot i això, la documentació publicada en els darrers anys demostra que la torre no es va arribar a construir en cap moment, ja que el coll queda massa lluny del mar perquè la torre fos útil. Els documents també demostren que el petit temple es va construir a la dècada de 1440, que va ser ampliat al segle xvi i que la coberta de la sagristia -encara conservada- van ser canviada pel mestre Marc Tarrós l'any 1611, a la vegada que també es canviaven les cobertes de fusta d'altres edificis de propietat municipal. La interessant escultura del conjunt ha estat atribuïda al mestre savoià Pere Garçó, documentat a Tortosa i Barcelona a les dècades de 1450 i 1460.
En un principi s'hi realitzaven romeries per demanar aigua, el que determinà una gran devoció envers ella. Era també venerada com a protectora dels navegants. El 1450 el capítol disposà que part de les ofrenes que se li fessin es destinessin a la sagristia de la catedral. Al segle xviii, el capítol tenia reservada habitació a l'ermita.